# Krasen (obwód Dobricz)
Krasen (bułg. Красен) – wieś w Bułgarii, w obwodzie Dobricz, w gminie Generał Toszewo. Według danych szacunkowych Ujednoliconego Systemu Ewidencji Ludności oraz Usług Administracyjnych dla Ludności, 15 września 2022 roku miejscowość liczyła 172 mieszkańców.

## Osoby związane z miejscowością

### Urodzeni
- Danaił Papazow (1959) – bułgarski polityk